# ترجمة (وراثة)

رسم بياني يوضح ترجمة ال mRNA وتكوين البروتينات بواسطة
الريبوسوم

في علم الوراثة، الترجمة هي المرحلة الثانية في عملية الاصطناع الحيوي للبروتين (و التي تشكل جزءا من عملية التعبير الجيني). في هذه المرحلة يتم فك تشفير المعلومات الواردة عن طريق الرنا المرسال لإنتاج السلسلة الببتيدية المطلوبة حسب قواعد الشفرة الجينية genetic code (و هي التي تحدد مقابل كل ثلاثية نيكليوتيدية في DNA أو RNA من الأحماض الأمينية العشرين التي تدخل في تركيب البروتينات). مرحلة الترجمة تعقب مرحلة النسخ الوراثي وتتالي هاتين العمليتين يؤمن نقل المعلومات الوراثية الموجودة في مورثات DNA النواة لتشكيل البروتينات والسلاسل الببتيدية حسب هذه المعلومات بوساطة الرنا المرسال.
في الترجمة، يتفكك تشفير الرنا المرسال (mRNA) في الريبوسوم، خارج النواة، لإنتاج سلسلة أحماض أمينية معينة، أو بولي ببتيد. يتحول البولي ببتيد لاحقًا إلى بروتين نشط ويؤدي وظائفه في الخلية. يسهل الريبوسوم فك التشفير عن طريق تحفيز ارتباط تسلسلات الحمض النووي الريبوزي الناقل التكميلية بكودونات الرنا المرسال. يُشكل الحمض النووي الريبي أحماضًا أمينية محددة مرتبطة ببعضها البعض في عديد ببتيد أثناء مرور وقراءة الرنا المرسال عبر الريبوسوم.
تتم الترجمة على ثلاث مراحل:
1. البدء: يتجمع الريبوسوم حول الحمض النووي الريبوزي الرسول الهدف. يرتبط الحمض الريبي النووي الناقل بكودون البدء.
2. الاستطالة: ينقل آخر حمض ريبي نووي ناقل في الوحدة الفرعية الريبوسومية الصغيرة الحمض الأميني الذي يحمله إلى الوحدة الفرعية الريبوزومية الكبيرة التي تربطه بأحد الحموض النووية الريبية الناقلة التي وصلت مسبقًا (transpeptidation). ثم ينتقل الريبوسوم إلى كودون حمض نووي رسول تالٍ لمواصلة العملية (الانتقال)، مكونًا سلسلة من الأحماض الأمينية.
3. الإنهاء: عند الوصول إلى كودون التوقف، يطلق الريبوسوم عديد الببتيد المتشكل. يبقى المركب الريبوزومي سليمًا وينتقل إلى الحمض النووي الريبوزي الرسول التالي من أجل ترجمته.

في بدائيات النوى (البكتيريا والعتائق)، تحدث الترجمة في العصارة الخلوية، حيث ترتبط الوحدات الفرعية الكبيرة والصغيرة من الريبوسوم بالحمض النووي الريبوزي المرسال. في حقيقيات النوى، تحدث الترجمة في العصارة الخلوية أو عبر غشاء الشبكة الإندوبلازمية في عملية تسمى الانتقال المشترك. في الانتقال المشترك، يرتبط معقد الريبوسوم-رنا مرسال بأكمله بالغشاء الخارجي للشبكة الإندوبلازمية الخشنة (ER) ويُصنيع البروتين الجديد ويُطلق في الشبكة السيتوبلازمية الخشنة، قد يُخزين عديد الببتيد الحديث داخل الشبكة السيتوبلازمية الخشنة ليشكل في المستقبل حويصلة تُفرَز خارج الخلية، أو يُفرَز على الفور.
لا تخضع العديد من أنواع الحمض النووي الريبي المنسوخ، مثل الحمض النووي الريبي الناقل، والحمض النووي الريبوزومي، والحمض النووي الريبي النووي الصغير، للترجمة إلى بروتينات.
يعمل العديد من المضادات الحيوية عن طريق تثبيط هذه العملية (الترجمة)، وتشمل الأنيسومايسين، والسيكلوهكسايميد، والكلورامفينيكول، والتتراسيكلين، والستربتومايسين، والإريثرومايسين، والبورومايسين. تمتلك الريبوسومات بدائية النواة بنية مختلفة عن تلك الموجودة في الريبوسومات حقيقية النواة، وبالتالي يمكن للمضادات الحيوية أن تستهدف على وجه التحديد الخلايا البكتيرية بدون إلحاق أي ضرر بخلايا المضيف حقيقية النواة.

## المراحل
هي ثلاث خطوات أساسية:

### الانطلاق
تتطلب ارتباط RNA المرسال بتحت الوحدة الصغرى للرايبوزيم وتوضع الرنا الناقل الحامل للحمض الأميني «ميثيونين» على رامزة الانطلاق AUG فيRNA المرسال في موقع معين (أ) في الرايبوزيم. يتم التعرف RNA الناقل على الرامزات الموجودة على RNAالمرسال عن طريق رامزات مضادة نوعية، ويرتبط المعقد بتحت الوحدة الكبرى مشكلا معقد الانطلاق. يتم توضع الرنا الناقل للحمض الأميني الثاني في الموقع (ب) للرايبوزيم وفق الرامزة الثانية على جزيء RNA المرسال. يتم تكوين رابطة بيبتيدية بين الحمض الأميني الأول والثاني بتدخل من انزيمات ليغاز ()و طاقة؛ فيتشكل لدينا ثنائي الببتيد. ينفصل الحمض الأميني الأول عن الرنا الناقل هذا الأخير الذي ينفصل عن الموقع (أ) للرايبوزوم مما يعني تثبت ثنائي الببتيد على الرنا الناقل الموجود في الموقع (ب).

### الاستطالة
ينتقل الرايبوزيم إلى رامزة ثانية على الرنا المرسال وبما أن الموقع (أ) أصبح شاغرا لانفصال الرنا الناقل الأول عن الرايبوزيم، يصبح الموقع (أ) مستعدا لاستقبال رنا ناقل حامل لحمض ببتيدي آخر فتبدأ دورة جديدة تؤدي إلى ربط حمض أميني ثالث وهكذا تستطيل السلسلة الببتيدية بمقدار حمض أميني واحد في كل مرة.

### النهاية
حيث يصل الرايبوزيم إلى رامزة التوقف على الرنا المرسال قد تكون UAAأو UAGأو UGA ؛ عند هذه المرحلة تنتهي جملة الرامزات وبالتالي تتوقف وحدتا الرايبوزيم عن ترجمة المعلومات ثم تتفككا عن بعضهما بعد إنتاج سلسلة ببتيدية (بروتين فتي).

## الآليات الأساسية
تتمثل العملية الأساسية لإنتاج البروتين في إضافة حمض أميني واحد في المرة الواحدة إلى نهاية البروتين. تقوم الريبوسومات بهذه العملية. يتكون الريبوسوم من وحدتين فرعيتين، وحدة فرعية صغيرة ووحدة فرعية كبيرة. تتجمع هذه الوحدات الفرعية معًا قبل ترجمة الحمض النووي الريبوزي المرسال (أو الرنا المرسال) إلى بروتين لتوفير موقع للترجمة وإنتاج بولي ببتيد. يحدد الرنا المرسال نوع الحمض الأميني المراد إضافته عبر توافق كل حمض أميني مضاف مع ثلاثة نيوكليوتيدات متتالية من الرنا المرسال. بهذه الطريقة، يحدد تسلسل النيوكليوتيدات في سلسلة الرنا المرسال النموذجية تسلسل الأحماض الأمينية في سلسلة الأحماض الأمينية المتولدة. تحدث إضافة حمض أميني عند الطرف الكربوكسيلي من الببتيد، وبالتالي تكون الترجمة موجهة من الطرف الأميني إلى الطرف الكربوكسيلي.
يحمل الرنا المرسال معلومات وراثية مشفرة على شكل تسلسل ريبونوكليوتيد من الصبغيات إلى الريبوسومات. تُقرأ الريبونوكليوتيدات بواسطة تسلسلات خاصة في سلسلة من النوكليوتيدات الثلاثية التي تسمى الكودونات. يرمز كل من هذه الثلاثيات لحمض أميني معين.
تترجم جزيئات الريبوسوم هذا الرمز إلى سلسلة محددة من الأحماض الأمينية. الريبوسوم هو هيكل متعدد الوحدات يحتوي على الرنا الريباسي والبروتينات، وهو «المصنع» الذي تُجمع فيه الأحماض الأمينية لتشكل بروتينات. الحمض النووي الريبوزي الناقل هو سلاسل صغيرة من الحمض النووي الريبي غير المشفرة (74-93 نيوكليوتيدات) ينقل الأحماض الأمينية إلى الريبوسوم. تمتلك الحموض النووية الريبوزية الناقلة موقعًا للارتباط بالأحماض الأمينية، وموقعًا يسمى مضاد الكودون. مضاد الكودون هو ثلاثة تسلسلات من الحمض النووي الريبي المكمل لثلاثي الرنا المرسال الذي يتوافق مع أحماض أمينية معينة.
تحفز مخلقة أمينو أسيل الرنا الناقل الترابط بين حموض نووية ناقلة محددة والأحماض الأمينية التي تتطلبها تسلسلات مضادات الكودونات الخاصة بهم. ينتج عن هذا التفاعل أمينو أسيل الحمض النووي الريبوزي الناقل. في البكتيريا، ينتقل أمينو أسيل الحمض النووي الريبوزي الناقل إلى الريبوسوم بواسطة EF-Tu (عامل الاستطالة الحراري غير المستقر)، إذ تُطابَق أكواد الرنا المرسال من خلال الاقتران الأساسي التكميلي بمضادات الرنا الريباسي المحددة. قد تنتج تركيبات من أمينو أسيل الحمض النوويي الريبوزي الناقل تربط الحمض النووي الريبي (tRNA) مع الأحماض الأمينية الخاطئة، مما قد يؤدي إلى أحماض أمينية غير مناسبة في الموضع المعني في البروتين. يحدث هذا «الخطأ في الترجمة» للشفرة الجينية بشكل طبيعي لكن بكميات منخفضة عند معظم الكائنات الحية.
يحتوي الريبوسوم على موقعين ملزمين للرنا الناقل، هم موقع أمينو أسيل (اختصار A)، وموقع ببتيديل أو ما يُسمى بموقع الخروج (مختصر P / E). بالنسبة للرنا المرسال توجه المواقع الثلاثة 5 'إلى 3' بالشكل E-P-A، لأن الريبوسومات تتحرك نحو نهاية 3 'من الرنا المرسال. يربط الموقع A الحمض الريبي النووي الناقل الوارد مع الكودون التكميلي على الرنا المرسال. يحتوي موقع الببتيديل على الحمض الريبي النووي الناقل مع سلسلة البولي ببتيد المتنامية. عندما يرتبط أمينو أسيل الرنا الناقل مبدئيًا بكودونه المقابل على الرنا المرسال، سيكون في الموقع A. بعد ذلك، تتشكل رابطة الببتيد بين الحمض الأميني للرنا الناقل في الموقع A والحمض الأميني للرنا الناقل المشحون في موقع الببتيديل. من ثم تنتقل سلسلة البولي ببتيد المتنامية إلى الحمض الريبي النووي الناقل في الموقع A. تحدث الإزاحة بتحريك الحمض الريبي النووي الناقل في موقع الببتيديل، بدون حمض أميني، ويُنقَل الحمض الريبي النووي الناقل الموجود في الموقع A، والمشحون الآن بسلسلة البولي ببتيد، إلى موقع ببتيديل ويدخل أمينو أسيل رنا ناقل آخر إلى الموقع A لتكرار العملية.